# 8 kwietnia
8 kwietnia jest 98. (w latach przestępnych 99.) dniem w kalendarzu gregoriańskim. Do końca roku pozostaje 267 dni.

## Święta
- Imieniny obchodzą: Amancjusz, Apolinary, Asynkryt, August, Cezary, Cezaryna, Dionizy, Ema, Emma, Herodion, January, Julia, Julian, Makaria, Maksyma, Perpet, Perpetuus, Radosław i Walter
- Międzynarodowe:
  - Romowie – Międzynarodowy Dzień Romów (ustanowione w 1990, podczas IV Kongresu Międzynarodowego Związku Romskiego)
  - Międzynarodowy Dzień Opozycji Przeciw GMO (w skrócie: MDO-GMO)[1]
- Wspomnienia i święta w Kościele katolickim obchodzą[2][3]:
  - św. Dionizy z Koryntu (biskup i męczennik)
  - św. Edezjusz z Aleksandrii (męczennik)
  - św. Julia Billiart (dziewica)
  - św. Perpet z Tours (biskup) (również 30 grudnia)
  - bł. Julian od Świętego Augustyna (franciszkanin)
  - św. Walter (opat) (również 23 marca)

## Wydarzenia w Polsce
- 1421 – W Krakowie został zawarty antykrzyżacki sojusz zaczepno-obronny między królem Władysławem II Jagiełłą a margrabią Brandenburgii Fryderykiem I.
- 1525 – Król Zygmunt I Stary i wielki mistrz Albrecht Hohenzollern podpisali traktat krakowski, który kończył formalnie tzw. wojnę pruską oraz ustanawiał sekularyzację pruskiej gałęzi zakonu i powołanie lennego księstwa Prus Książęcych.
- 1769 – Konfederaci barscy pokonali Rosjan w bitwie pod Iwlą
- 1786 – Przywilejem Stanisława Augusta Poniatowskiego lokowano Nowy Tomyśl.
- 1794 – Insurekcja kościuszkowska: Tadeusz Kościuszko mianował Bartosza Głowackiego chorążym regimentu grenadierów krakowskich w nagrodę za bohaterstwo wykazane w bitwie pod Racławicami.
- 1861 – Ponad 100 osób zginęło, a kilkaset zostało rannych na Placu Zamkowym w Warszawie podczas rozpędzania przez wojsko rosyjskie demonstracji przeciwko rozwiązaniu Delegacji Miejskiej i Towarzystwa Rolniczego.
- 1916 – Do Warszawy zostały przyłączone dzielnice: Mokotów, Ochota, Praga-Południe, Targówek, Wola i Żoliborz.
- 1919 – Założono Akademię Górniczo-Hutniczą w Krakowie.
- 1922:
  - Otwarto Stadion Miejski w Krakowie.
  - Założono klub piłkarski Bug Wyszków.
- 1930 – Dokonano oblotu samolotu szkolno-myśliwskiego Bartel BM-6.
- 1934 – 17-letni Ernest Wilimowski zadebiutował w piłkarskiej ekstraklasie w wygranym 3:0 wyjazdowym meczu Ruchu Hajduki Wielkie z Cracovią.
- 1941 – Władysław Bartoszewski został zwolniony z KL Auschwitz.
- 1943 – Rzeź wołyńska: 130 Polaków zostało zamordowanych przez UPA i ludność ukraińską w osadzie Brzezina w powiecie sarneńskim.
- 1945:
  - Na Oksywiu podniesiono banderę na ORP „Korsarz”, pierwszej jednostce MW w LWP.
  - W Gdyni odbyły się zaślubiny Polski z morzem żołnierzy 1. Brygady Pancernej im. Bohaterów Westerplatte.
- 1958 – Premiera filmu dla dzieci Król Maciuś I w reżyserii Wandy Jakubowskiej.
- 1959 – 9 górników zginęło w wyniku wybuchu metanu w KWK „Moszczenica” w Jastrzębiu-Zdroju.
- 1963 – Rozpoczął funkcjonowanie Zakład Karny Jastrzębie-Zdrój.
- 1976:
  - Szablista Jerzy Pawłowski został skazany na 25 lat pozbawienia wolności za szpiegostwo.
  - W rozegranym w Katowicach inauguracyjnym meczu Mistrzostw Świata Grupy A polscy hokeiści pokonali ZSRR 6:4.
- 1979 – Edward Bernard Raczyński objął funkcję prezydenta RP na uchodźstwie.
- 1985 – Premiera filmu fabularnego Alabama w reżyserii Ryszarda Rydzewskiego.
- 1989 – Weszła w życie tzw. nowela kwietniowa.
- 1991:
  - Rozpoczęło się wycofywanie wojsk radzieckich.
  - Weszła w życie umowa o ruchu bezwizowym między Polską a Niemcami, Francją, Włochami i krajami Beneluksu.
- 1993 – Założono Wyższe Seminarium Duchowne w Rzeszowie.
- 1994 – Polska złożyła wniosek o członkostwo w Unii Europejskiej.
- 2005 – Otwarto stację warszawskiego metra Plac Wilsona.
- 2017 – 6 osób zginęło, a 4 zostały ranne w wyniku wybuchu gazu w kamienicy w Świebodzicach.
- 2018 – Synod Kościoła Ewangelicko-Augsburskiego w RP jako pierwszy podjął uchwałę o dopuszczeniu do użytku liturgicznego tzw. Biblii Ekumenicznej[4].
- 2019 – Rozpoczął się ogólnopolski strajk nauczycieli.

## Wydarzenia na świecie

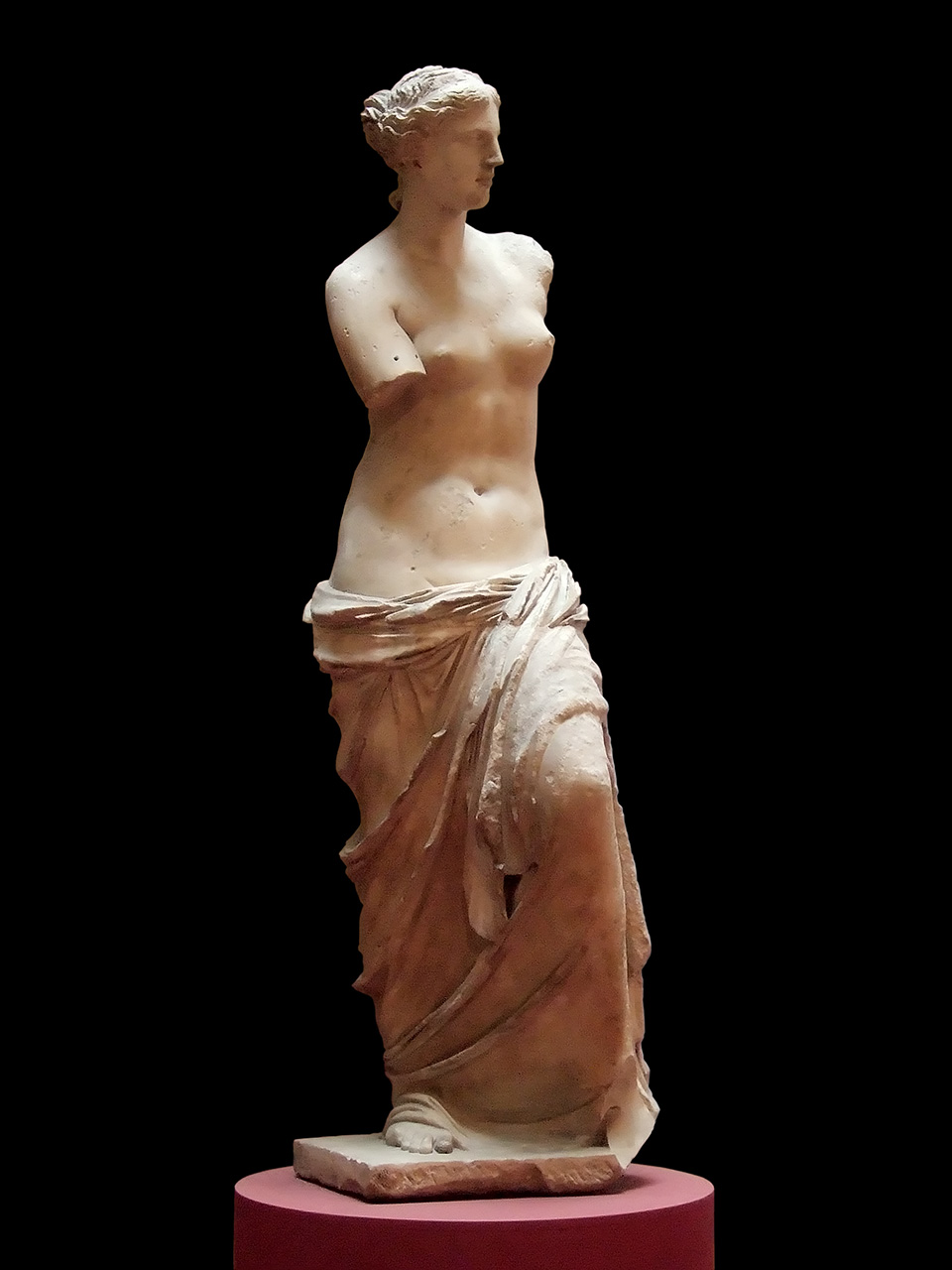
Wenus z Milo

- 217 – Cesarz rzymski Karakalla został zamordowany przez prefekta pretorianów Makrynusa.
- 632 – Chilperyk został królem Akwitanii.
- 1093 – Poświęcono katedrę w Winchesterze.
- 1195 – Cesarz bizantyński Izaak II Angelos został pozbawiony władzy i oślepiony przez swego młodszego brata Aleksego.
- 1271 – Joannici poddali muzułmanom zamek Krak des Chevaliers w Syrii.
- 1341 – Na rzymskim Kapitolu poeta Francesco Petrarca został uhonorowany wieńcem laurowym – najwyższym odznaczeniem przyznawanym twórcom.
- 1364 – Karol V Mądry został królem Francji.
- 1378 – Abp Bartolomeo Prignano został wybrany na papieża i przybrał imię Urban VI.
- 1455 – Kardynał Alfonso de Borja został wybrany na papieża i przybrał imię Kalikst III.
- 1500 – II wojna włoska: w bitwie pod Novarą Francuzi pokonali wojska Księstwa Mediolanu, dowodzone przez księcia Ludwika Sforzę.
- 1546 – Na IV sesji Soboru trydenckiego uchwalono dekret, na mocy którego łacińska Wulgata stała się jedynym autentycznym tekstem Pisma Świętego w Kościele rzymskokatolickim.
- 1606 – Hiszpan Pedro Fernández de Quirós, jako pierwszy Europejczyk, dopłynął do Wysp Duff na Pacyfiku.
- 1632 – Arcybiskup Paryża Jean-François de Gondi sprzedał za 60 tys. liwrów domenę wersalską królowi Ludwikowi XIII.
- 1708 – W Rzymie odbyło się premierowe wykonanie oratorium La Resurrezione Georga Friedricha Händla do libretta Carla Sigismonda Capecego.
- 1725 – W Lipsku odbyło się premierowe wykonanie kantaty Am Abend aber desselbigen Sabbats Johann Sebatiana Bacha.
- 1795 – Przyszły król Wielkiej Brytanii Jerzy IV Hanowerski poślubił Karolinę Brunszwicką.
- 1801 – W Bukareszcie zamordowano w pogromie 128 Żydów.
- 1802:
  - Napoleon Bonaparte oficjalnie przywrócił prawo do wyznawania protestantyzmu we Francji.
  - Na wysokości Wyspy Kangura u południowego wybrzeża Australii przypadkowo spotkały się ekspedycje dowodzone przez Anglika Matthew Flindersa i Francuza Nicolasa Baudina.
- 1808 – Papież Pius VII utworzył diecezje: Bardstown, Boston, Filadelfia i Nowy Jork.
- 1820 – Na greckiej wyspie Milos odnaleziono posąg Wenus z Milo.
- 1861 – Powstał bułgarski Kościół katolicki.
- 1864 – Wojna secesyjna: zwycięstwo Konfederatów w bitwie pod Mansfield.
- 1865 – Wojna secesyjna: zwycięstwo wojsk Unii w bitwie pod Appomattox Station.
- 1873 – Julius Vogel został premierem Nowej Zelandii.
- 1876 – W mediolańskiej La Scali odbyła się premiera opery Gioconda Amilcare Ponchiellego.
- 1898 – Powstanie Mahdiego w Sudanie: zwycięstwo wojsk brytyjsko-egipskich w bitwie nad Atbarą.
- 1899 – W USA wykonano karę śmierci na Marcie M. Place, pierwszej kobiecie straconej na krześle elektrycznym.
- 1901 – Na wysepce Goaribari u wybrzeży Nowej Gwinei szkoccy misjonarze James Chalmers i Oliver Fellows Tomkins zostali zamordowani i zjedzeni przez tubylców.
- 1904 – Francja i Wielka Brytania zawarły tzw. Entente cordiale.
- 1906 – W Królestwie Węgier utworzono drugi rząd Sándora Wekerle.
- 1911:
  - Holenderski fizyk Heike Kamerlingh-Onnes odkrył zjawisko nadprzewodnictwa.
  - W wyniku eksplozji w kopalni węgla kamiennego w Littleton w amerykańskim stanie Alabama zginęło 128 górników.
- 1909 – Francja i Wielka Brytania wyraziły zgodę na aneksję Bośni i Hercegowiny przez Austro-Węgry, co zakończyło tzw. kryzys bośniacki.
- 1913:
  - Weszła w życie 17. poprawka do Konstytucji USA stanowiąca, że senatorzy pochodzić będą z wyborów bezpośrednich.
  - W Pekinie na inauguracyjnym posiedzeniu zebrał się pierwszy w historii chiński parlament.
- 1916 – W wypadku na torze wyścigowym w Coronie w Kalifornii zginął amerykański kierowca Bob Burman i 3 widzów, a 5 zostało ciężko rannych.
- 1920 – Gwatemalski Kongres wydał oświadczenie, że prezydent Manuel Estrada Cabrera nie jest w pełni władz umysłowych, a jego obowiązki przekazał Carlosowi Herrerze.
- 1921:
  - Dimitrios Gunaris został po raz drugi premierem Grecji.
  - Premiera japońskiego niemego filmu Dusze na drodze w reżyserii Minoru Muraty.
- 1927 – Gustavs Zemgals został prezydentem Łotwy.
- 1929 – w Związku Radzieckim ogłoszono prawo antycerkiewne, na podstawie którego zamykano cerkwie, było też wiele przypadków zdejmowania dzwonów, z uzasadnieniem że ich dzwięk przeszkadza ludziom w pracy[5].
- 1930 – Wysadzono w powietrze sobór św. Katarzyny w Swierdłowsku (Jekaterynburgu).
- 1933:
  - Niemieckie Główne Biuro Prasy i Propagandy ogłosiło ogólnonarodową „akcję przeciwko nieniemieckiemu duchowi”, która miała rozpocząć się 12 kwietnia „kampanią oświecenia” i zakończyć publicznym spaleniem „literatury żydowskiej i zdeprawowanej”.
  - W referendum w Australii Zachodniej 66,23% głosujących opowiedziało się za odłączeniem od reszty Australii, do czego nigdy nie doszło.
- 1936 – Sformowano Pułk Kremlowski.
- 1940:
  - Jumdżaagijn Cedenbal został sekretarzem generalnym Mongolskiej Partii Ludowo-Rewolucyjnej.
  - Kampania norweska: okręt podwodny ORP „Orzeł” zatopił niemiecki statek z transportem wojska „Rio de Janeiro”, w wyniku czego zginęło ok. 200 z ok. 380 osób na pokładzie; uszkodzony po starciu z niemieckimi okrętami brytyjski niszczyciel HMS „Glowworm” staranował niemiecki krążownik ciężki „Admiral Hipper”, co zakończyło się jego zatonięciem i uszkodzeniem „Hippera”.
  - Niemieckie Naczelne Dowództwo Sił Zbrojnych wydało, na mocy decyzji Adolfa Hitlera, rozporządzenie nakazujące zdymisjonowanie wszystkich półkrwi Żydów, oraz żołnierzy ożenionych z Żydówkami i półkrwi Żydówkami.
- 1941 – II wojna światowa w Afryce: wojska brytyjskie zdobyły port Massaua, kończąc podbój włoskiej Erytrei.
- 1944 – Front wschodni:
  - Armia Czerwona rozpoczęła wyzwalanie Krymu.
  - Polsko-radziecka obrona przeciwlotnicza odparła niemiecki atak na stację kolejową Darnica koło Kijowa.
- 1945 – Wojna na Pacyfiku: zwycięstwo wojsk amerykańskich w bitwie o Cebu City na Filipinach (26 marca – 8 kwietnia).
- 1949:
  - Francuska strefa okupacyjna w Niemczech została przyłączona do brytyjsko-amerykańskiej Bizonii, z którą utworzyła Trizonię.
  - W Chorwacji utworzono Park Narodowy Jezior Plitwickich.
- 1950 – Radzieckie myśliwce Ła-11 zestrzeliły w rejonie Lipawy na Łotwie amerykański bombowiec patrolowy Consolidated PB4Y-2 Privateer.
- 1951 – W dniach 1–8 kwietnia przeprowadzono operację deportacji na Syberię 9973 radzieckich Świadków Jehowy i ich dzieci (operacja „Północ”).
- 1953 – Późniejszy pierwszy prezydent niepodległej Kenii Jomo Kenyatta został skazany na 7 lat ciężkich robót pod zarzutem kierowania antybrytyjskim powstaniem Mau Mau.
- 1954:
  - W katastrofie samolotu de Havilland Comet należącego do South African Airways u wybrzeży Włoch zginęło wszystkich 21 osób na pokładzie.
  - W wyniku zderzenia samolotu pasażerskiego Canadair C-4 z awionetką nad miastem Moose Jaw w kanadyjskiej prowincji Saskatchewan zginęło 36 osób.
- 1959 – Założono Międzyamerykański Bank Rozwoju z siedzibą w Waszyngtonie.
- 1960:
  - Holandia i Niemcy Zachodnie zawarły w Hadze układ o wypłacie reparacji wojennych.
  - Ukazał się album Elvisa Presleya Elvis Is Back!.
- 1961 – Statek pasażerski „Dara” zatonął w wyniku eksplozji na pokładzie na wodach Zatoki Perskiej. Zginęło 238 osób, 565 uratowano.
- 1963 – Odbyła się 35. ceremonia wręczenia Oscarów.
- 1965 – Zawarto tzw. traktat fuzyjny łączący instytucje trzech Wspólnot europejskich. Powołano wspólną Komisję i Radę Ministrów.
- 1967:
  - Utwór Puppet on a String w wykonaniu reprezentującej Wielką Brytanię Sandie Shaw zwyciężył w 12. Konkursie Piosenki Eurowizji w Wiedniu.
  - W katastrofie południowokoreańskiego samolotu wojskowego Curtiss C-46 Commando w Seulu zginęło 59 osób (15 na pokładzie i 44 na ziemi).
- 1968:
  - Krótko po starcie z londyńskiego lotniska Heathrow w lot do Sydney eksplodował silnik w należącym do brytyjskich linii BOAC Boeingu 707, na pokładzie którego znajdowało się 127 osób. W wyniku pożaru po nieudanym awaryjnym lądowaniu zginęło 5 osób, a 38 zostało rannych.
  - Oldřich Černík został premierem Czechosłowacji.
  - Podczas podchodzenia do lądowania w Coyhaique rozbił się lecący z Santiago Douglas C-49K chilijskich linii Ladeco, w wyniku czego zginęło wszystkich 36 osób na pokładzie.
- 1970:
  - 79 osób zginęło, a ponad 400 zostało rannych w wyniku wybuchu gazu ziemnego w metrze w japońskiej Osace.
  - Izraelskie samoloty Douglas F-4 Phantom II zbombardowały egipską miejscowość Bahr el-Baqar, zabijając w tamtejszej szkole 46 dzieci i raniąc ponad 50.
  - W dwóch przedziałach radzieckiego atomowego okrętu podwodnego K-8 wybuchł groźny pożar, co wymusiło wyłączenie dwóch reaktorów. 12 kwietnia, w czasie holowania, okręt zatonął wraz z 52 członkami załogi na Zatoce Biskajskiej.
- 1971 – W wyniku wybuchu bomby podczas występu południowowietnamskiego zespołu CBC w Sajgonie zginął amerykański żołnierz i 14-letnia miejscowa dziewczynka.
- 1975:
  - Odbyła się 47. ceremonia wręczenia Oscarów.
  - Utworzono Park Narodowy Voyageurs w amerykańskim stanie Minnesota.
- 1977 – Ukazał się debiutancki album brytyjskiej grupy The Clash pt. The Clash.
- 1979 – Przy pomocy superkomputera Cray amerykańscy matematycy Harry L. Nelson i David Slowinski odkryli 27. liczbę pierwszą Mersenne'a, składającą się z 13 395 cyfr.
- 1985 – Indie wytoczyły proces amerykańskiej kompanii Union Carbide, odpowiedzialnej za katastrofę przemysłową w Bhopalu, w której zginęło ponad 3 tys. osób.
- 1986 – 11 osób zginęło, a 110 zostało rannych w wybuchu samochodu-pułapki w libańskim porcie Dżunija.
- 1990:
  - Król Birendra zniósł obowiązujący od 30 lat zakaz działalności partii politycznych w Nepalu.
  - Stacja ABC wyemitowała pilotażowy odcinek serialu Miasteczko Twin Peaks w reżyserii Davida Lyncha.
- 1992 – Amerykański czarnoskóry tenisista Arthur Ashe poinformował, że jest chory na AIDS.
- 1993 – Macedonia Północna została członkiem ONZ.
- 1994 – Otwarto Most przyjaźni tajsko-laotańskiej na Mekongu.
- 1998 – Premiera francuskiej komedii sensacyjnej Taxi w reżyserii Gerarda Piresa.
- 1999 – Premiera hiszpańsko-francuskiego filmu Wszystko o mojej matce w reżyserii Pedro Almodóvara.
- 2001 – W I turze wyborów prezydenckich w Peru zwyciężył Alejandro Toledo przed Alanem Pérezem.
- 2003 – II wojna w Zatoce Perskiej: amerykański czołg ostrzelał hotel „Palestyna” w Bagdadzie, gdzie byli zakwaterowani zagraniczni korespondenci. Zginął dziennikarz agencji Reutera Taras Prociuk, a 4 innych zostało rannych.
- 2005 – W Watykanie odbył się pogrzeb papieża Jana Pawła II.
- 2008:
  - Uchwalono konstytucję Kosowa.
  - W bliźniaczych wieżach Bahrain World Trade Center w Manamie uruchomiono 3 turbiny wiatrowe wytwarzające 11–15% energii elektrycznej na potrzeby budynków. Jest to pierwsza tego typu konstrukcja na świecie.
  - W Nowym Delhi rozpoczął się pierwszy szczyt Indie-Afryka.
- 2009 – Podczas wspinaczki na himalajski ośmiotysięcznik Manaslu zginął polski himalaista Piotr Morawski.
- 2011 – Urzędujący prezydent Dżibuti Ismail Omar Guelleh został wybrany na trzecią kadencję.
- 2014 – Microsoft zakończył wsparcie dla systemu operacyjnego Windows XP.
- 2022 – Inwazja Rosji na Ukrainę: w wyniku rosyjskiego ataku rakietowego na dworzec kolejowy w Kramatorsku zginęło 59 osób, a 109 zostało rannych.

## Eksploracja kosmosui zdarzenia astronomiczne
- 1964 – Rozpoczęła się amerykańska misja kosmiczna Gemini 1, pierwszy lot programu „Gemini” i jednocześnie pierwszy z dwóch lotów bezzałogowych w jego ramach.
- 1966 – NASA umieściła na orbicie okołoziemskiej teleskop kosmiczny OAO 1, który z powodu awarii systemu zasilania w energię nie rozpoczął obserwacji astronomicznych.
- 1980 – Amerykańska sonda Voyager 1 odkryła Telesto, jeden z księżyców Saturna.
- 2002 – Rozpoczęła się misja STS-110 wahadłowca Atlantis.
- 2005 – Hybrydowe zaćmienie Słońca widoczne na Pacyfiku i w Ameryce Środkowej.
- 2008 – Wystrzelono rosyjski statek kosmiczny Sojuz TMA-12 z pierwszą kosmonautką z Korei Południowej Yi So-yeon.
- 2012 – Po 10 latach pracy Europejska Agencja Kosmiczna (ESA) utraciła łączność z przeznaczonym do obserwacji Ziemi satelitą Envisat.

## Urodzili się
- 1250 – Jan Tristan, hrabia Nevers i Valois (zm. 1270)
- 1320 – Piotr I Sprawiedliwy, król Portugalii (zm. 1367)
- 1408 – Jadwiga Jagiellonka, królewna polska (zm. 1431)
- 1533 – (data chrztu) Claudio Merulo, włoski organista, kompozytor, pedagog (zm. 1604)
- 1541 – Michele Mercati, włoski fizyk (zm. 1593)
- 1580 – Augusta Oldenburg, księżniczka duńska i norweska, księżna Holsztynu-Gottorp (zm. 1639)
- 1596 – (data chrztu) Juan van der Hamen, hiszpański malarz pochodzenia flamandzkiego (zm. 1631)
- 1605:
  - Filip IV Habsburg, król Hiszpanii i Portugalii (zm. 1665)
  - (data chrztu) Lodewijk de Vadder, flamandzki malarz, grafik, rysownik, projektant gobelinów (zm. 1655)
- 1631 – (data chrztu) Cornelis de Heem, holenderski malarz (zm. 1695)
- 1641 – Henry Sydney, angielski arystokrata, polityk (zm. 1704)
- 1655 – Ludwik Wilhelm Badeński, margrabia, wódz cesarski (zm. 1707)
- 1674 – Johann Burckhardt Mencke, saski uczony, prawnik, historyk, królewsko-polski historiograf i radca stanu (zm. 1732)
- 1692 – Giuseppe Tartini, włoski skrzypek, kompozytor, muzykolog, pedagog (zm. 1770)
- 1695 – Johann Christian Günther, niemiecki poeta (zm. 1723)
- 1706 – Dymitr Hipolit Jabłonowski, polski szlachcic, generał, polityk (zm. 1788)
- 1726 – Lewis Morris, amerykański polityk (zm. 1798)
- 1732 – David Rittenhouse, amerykański astronom, matematyk, geodeta, wynalazca, zegarmistrz (zm. 1796)
- 1751 – Nathaniel William Wraxall, brytyjski dyplomata, agent handlowy (zm. 1831)
- 1753 – Jerzy Michał Potocki, polski polityk, dyplomata (zm. 1801)
- 1761 – Wilhelm Józef Chaminade, francuski duchowny katolicki, błogosławiony (zm. 1850)
- 1774 – Georg von Langsdorff, niemiecko-rosyjski arystokrata, polityk, lekarz, przyrodnik (zm. 1852)
- 1775 – Adam Albert Neipperg, austriacki hrabia, feldmarszałek (zm. 1829)
- 1779 – Johann Schweigger, niemiecki chemik, fizyk, wynalazca (zm. 1857)
- 1780 – Charles Stanhope, brytyjski arystokrata, dowódca wojskowy (zm. 1851)
- 1784 – Dionisio Aguado, hiszpański kompozytor, gitarzysta (zm. 1849)
- 1793 – Karl Ludwig Hencke, niemiecki astronom amator (zm. 1866)
- 1797 – Franz Henke, śląski pedagog, kronikarz (zm. 1891)
- 1801:
  - Eugène Burnouf, francuski orientalista (zm. 1852)
  - Maria Karolina Habsburg, arcyksiężniczka austriacka (zm. 1832)
- 1802 – Gheorghe Magheru, rumuński dowódca wojskowy, rewolucjonista i polityk na Wołoszczyźnie (zm. 1880)
- 1805 – Hugo von Mohl, niemiecki botanik (zm. 1872)
- 1807:
  - William Fell Giles, amerykański polityk (zm. 1879)
  - Karol Libelt, polski filozof mesjanistyczny, działacz polityczny i społeczny, uczestnik powstania listopadowego (zm. 1875)
- 1808 – Eugène Bourdon, francuski inżynier, wynalazca (zm. 1884)
- 1815:
  - Andrew Graham, irlandzki astronom (zm. 1908)
  - Dominik Zoner, polski fotograf (zm. 1883)
- 1817:
  - Charles-Édouard Brown-Séquard, francuski fizjolog, neurolog (zm. 1894)
  - Róza Laborfalvi, węgierska aktorka (zm. 1886)
- 1818:
  - Chrystian IX, król Danii (zm. 1906)
  - August Wilhelm von Hofmann, niemiecki chemik, wykładowca akademicki (zm. 1892)
- 1822:
  - George Robertson Dennis, amerykański polityk, senator (zm. 1882)
  - Leon Schott, polski kupiec, burmistrz Rzeszowa (zm. 1902)
- 1824 – Zofia, księżniczka holenderska, wielka księżna Saksonii-Weimar-Eisenach (zm. 1897)
- 1829 – Władysława Izdebska, polska pisarka (zm. 1902)
- 1832 – Alfred von Waldersee, niemiecki feldmarszałek (zm. 1904)
- 1836:
  - Tadeusz Chromecki, polski duchowny katolicki, uczestnik powstania styczniowego (zm. 1901)
  - Johann Georg Noel Dragendorff, niemiecki farmaceuta, chemik (zm. 1898)
- 1837 – Piotr Aumaitre, francuski duchowny katolicki, misjonarz, męczennik, święty (zm. 1866)
- 1841 – Konstanty Wojciechowski, polski architekt (zm. 1910)
- 1844 – José Denis Belgrano, hiszpański malarz (zm. 1917)
- 1846 – Tyt Zajaczkiwski, ukraiński prawnik, polityk (zm. 1926)
- 1847 – Karl Wittgenstein, austriacki przemysłowiec, mecenas sztuki (zm. 1913)
- 1848 – Frank Rader, amerykański polityk, burmistrz Los Angeles (zm. 1897)
- 1854 – Zygmunt Heryng, polski ekonomista, działacz socjalistyczny i społeczny (zm. 1931)
- 1855 – Józef Eryk Natanson, polski przedsiębiorca, działacz społeczny, przyrodnik pochodzenia żydowskiego (zm. 1929)
- 1856 – Aleksiej Trupp, łotewski kamerdyner nadworny rodziny cara Mikołaja II, święty prawosławny (zm. 1918)
- 1858 – Jan Styka, polski malarz, ilustrator pochodzenia czeskiego (zm. 1925)
- 1859 – Edmund Husserl, niemiecki matematyk, filozof, wykładowca akademicki (zm. 1938)
- 1860 – Józef Weyssenhoff, polski pisarz (zm. 1932)
- 1867 – Arthur Streeton, australijski malarz (zm. 1943)
- 1869 – Adam Mez, szwajcarski orientalista, arabista (zm. 1917)
- 1874 – Stanisław Taczak, polski generał brygady, pierwszy naczelny dowódca powstania wielkopolskiego (zm. 1960)
- 1875 – Albert I Koburg, król Belgów (zm. 1934)
- 1882 – Dmytro Doroszenko, ukraiński historyk, polityk, minister spraw zagranicznych Hetmanatu (zm. 1951)
- 1884 – Kazimierz Gostyński, polski duchowny katolicki, pedagog, błogosławiony (zm. 1942)
- 1886 – Jan Rutkowski, polski historyk (zm. 1949)
- 1888:
  - Victor Schertzinger, amerykański reżyser, scenarzysta i producent filmowy, kompozytor pochodzenia niemieckiego (zm. 1941)
  - Juliusz Zborowski, polski etnograf, językoznawca (zm. 1965)
- 1890 – Zbigniew Drzewiecki, polski pianista, pedagog (zm. 1971)
- 1891:
  - Leon Surzyński, polski lekarz, polityk, wicemarszałek Sejmu RP, działacz emigracyjny (zm. 1967)
  - Witold Wandurski, polski poeta (zm. 1934)
- 1892:
  - Rose McConnell Long, amerykańska polityk, senator (zm. 1970)
  - Mary Pickford, amerykańska aktorka (zm. 1979)
- 1894 – Erik Charell, niemiecki aktor, tancerz, reżyser filmowy i teatralny (zm. 1974)
- 1895:
  - Augustyn Domes, polski pułkownik pilot (zm. 1969)
  - Józef Alfred Potocki, polski hrabia, dyplomata (zm. 1968)
  - Władysław Starzak, polski polityk, poseł na Sejm RP (zm. 1941)
- 1897:
  - Adolf Lampe, niemiecki ekonomista (zm. 1948)
  - Jan Żabiński, polski zoolog, fizjolog, dyrektor warszawskiego Ogrodu Zoologicznego (zm. 1974)
- 1898 – Achille Van Acker, belgijski polityk, premier Belgii (zm. 1975)
- 1899:
  - Iza Norska, polska aktorka (zm. 1984)
  - Mieczysław Obarski, polski dziennikarz (zm. 1963)
- 1900:
  - Fricis Bergs, łotewski polityk komunistyczny (zm. 1994)
  - Ilka Chase, amerykańska aktorka, pisarka (zm. 1978)
- 1901:
  - Jean Prouvé, francuski architekt, projektant form użytkowych (zm. 1984)
  - Vilém Vrabec, czeski kucharz, autor książek kucharskich, pedagog (zm. 1983)
- 1902:
  - Cyril Black, brytyjski polityk (zm. 1991)
  - Andrew Irvine, brytyjski wspinacz (zm. 1924)
  - Josef Krips, austriacki dyrygent (zm. 1974)
  - Rafael Lorente de Nó, hiszpańsko-amerykański neurofizjolog, neuroanatom (zm. 1990)
  - Marian Wierzbiański, polski nauczyciel, dziennikarz, działacz harcerski (zm. 1971)
- 1903:
  - Eustachy Krak, polski historyk, żołnierz AK (zm. 1972)
  - Frank Lockhart, amerykański kierowca wyścigowy (zm. 1928)
  - Marshall Stone, amerykański matematyk, wykładowca akademicki (zm. 1989)
- 1904:
  - Yves Congar, francuski dominikanin, teolog, kardynał (zm. 1995)
  - John Hicks, brytyjski ekonomista, laureat Nagrody Banku Szwecji im. Alfreda Nobla w dziedzinie ekonomii (zm. 1989)
  - Georg Werner, szwedzki pływak (zm. 2002)
- 1905:
  - Joachim Büchner, niemiecki lekkoatleta, sprinter (zm. 1978)
  - Erwin Keller, niemiecki hokeista na trawie (zm. 1971)
  - Hans Scherfig, duński pisarz, malarz (zm. 1979)
  - Freddy Winnai, amerykański kierowca wyścigowy (zm. 1977)
- 1906 – Adolf Schön, niemiecki kolarz torowy (zm. 1987)
- 1907:
  - Henry Pelham-Clinton-Hope, brytyjski arystokrata, pilot wojskowy (zm. 1988)
  - Jerzy Tyczyński, polski aktor (zm. 2003)
- 1908:
  - Hugo Fregonese, argentyński reżyser filmowy (zm. 1987)
  - Tadeusz Kondrat, polski aktor (zm. 1994)
- 1909 – Mieczysław Stelmasiak, polski lekarz, anatom (zm. 1982)
- 1910:
  - Arthur Dake, amerykański szachista pochodzenia polskiego (zm. 2000)
  - Stanisław Przespolewski, polski malarz (zm. 1989)
  - Lobsang Rampa, brytyjski pisarz (zm. 1981)
- 1911:
  - Melvin Calvin, amerykański fizykochemik, laureat Nagrody Nobla (zm. 1997)
  - Emil Cioran, rumuński pisarz (zm. 1995)
  - Douglas Hyde, brytyjski dziennikarz (zm. 1996)
- 1912:
  - Jozef Gabčík, słowacki sierżant, cichociemny (zm. 1942)
  - Sonja Henie, norweska łyżwiarka figurowa, aktorka (zm. 1969)
- 1913:
  - Sourou-Migan Apithy, dahomejski (beniński) polityk, prezydent Dahomeju (zm. 1989)
  - Georgi Cankow, bułgarski polityk komunistyczny (zm. 1990)
  - Anwar Misbah, egipski sztangista (zm. 1998)
- 1914:
  - Wanda Falak-Zielińska, polska śpiewaczka operowa (sopran), pedagog (zm. 1986)
  - Alojzy Kluczniok, polski kompozytor, dyrygent (zm. 1962)
  - Witold Maisel, polski prawnik, historyk prawa, wykładowca akademicki (zm. 1993)
  - Maria Euthymia Üffing, niemiecka zakonnica, błogosławiona (zm. 1955)
- 1915:
  - Józef Ptaszyński, polski harcmistrz, podporucznik, uczestnik powstania warszawskiego (zm. 1944)
  - Tadeusz Westfal, polski porucznik pilot, żołnierz ZWZ-AK (zm. 1944)
- 1917:
  - Adam Andrzejewski, polski śpiewak operowy (tenor) (zm. 1968)
  - Hubertus Ernst, holenderski duchowny katolicki, biskup Bredy (zm. 2017)
  - Tadeusz Pietrzykowski, polski bokser, trener (zm. 1991)
  - Wanda Truszkowska, polski botanik, fitopatolog, wykładowczyni akademicka (zm. 2004)
- 1918:
  - Betty Ford, amerykańska druga i pierwsza dama (zm. 2011)
  - Mario Pio Gaspari, włoski duchowny katolicki, arcybiskup, nuncjusz apostolski (zm. 1983)
- 1919:
  - Witold Hołówko, polski psychiatra (zm. 1987)
  - Ian Smith, rodezyjski polityk, premier Rodezji (zm. 2007)
- 1920:
  - Henryk Holland, polski kapitan, socjolog, dziennikarz, publicysta, działacz komunistyczny pochodzenia żydowskiego (zm. 1961)
  - Harry McShane, szkocki piłkarz (zm. 2012)
- 1921:
  - Franco Corelli, włoski śpiewak operowy (tenor) (zm. 2003)
  - Pierre Jodet, francuski kolarz przełajowy i szosowy (zm. 2016)
- 1922:
  - Josef Macek, czeski historyk, mediewista (zm. 1991)
  - Carmen McRae, amerykańska wokalistka, pianistka jazzowa, kompozytorka (zm. 1994)
  - Adam Ulam, polski i amerykański politolog, historyk, sowietolog (zm. 2000)
  - Andrzej Zawadowski, polski podharcmistrz, podchorąży AK (zm. 1943)
- 1923:
  - Edward Mulhare, amerykański aktor, prezenter telewizyjny (zm. 1997)
  - Jerzy Passendorfer, polski reżyser filmowy (zm. 2003)
- 1924:
  - Frédéric Back, kanadyjski reżyser filmowy, animator (zm. 2013)
  - Ryszard Serafinowicz, polski dziennikarz i prezenter telewizyjny (zm. 1972)
  - Janina Szczepańska, polska polityk, poseł na Sejm PRL (zm. 1998)
- 1925:
  - Władysław Nasiłowski, polski patolog, profesor medycyny sądowej, wykładowca akademicki, żołnierz AK (zm. 2022)
  - Józef Nowak, polski aktor (zm. 1984)
- 1926:
  - Henry N. Cobb, amerykański architekt, fotograf (zm. 2020)
  - Jürgen Moltmann, niemiecki teolog protestancki (zm. 2024)
  - Ladislav Pavlovič, słowacki piłkarz (zm. 2013)
- 1927:
  - Stefan Cackowski, polski historyk (zm. 2008)
  - Jerzy Dobrzycki, polski historyk nauki (zm. 2004)
  - Jerzy Przeździecki, polski prozaik, dramaturg, scenarzysta filmowy (zm. 2020)
- 1928:
  - Zbigniew Chłap, polski patofizjolog, nauczyciel akademicki, profesor nauk medycznych, działacz opozycji antykomunistycznej (zm. 2025)
  - Eric Porter, brytyjski aktor (zm. 1995)
  - Le’a Rabin, izraelska działaczka (zm. 2000)
- 1929:
  - Zygmunt Antkowiak, polski historyk, polonista, dziennikarz (zm. 1996)
  - Jacques Brel, belgijski bard, kompozytor, aktor (zm. 1978)
  - Joseph Bruno, amerykański przedsiębiorca, polityk (zm. 2020)
  - Jewgienij Rogow, rosyjski hokeista, piłkarz, trener piłkarski (zm. 1996)
  - Bolesław Sulik, polski reżyser, scenarzysta, dziennikarz, przewodniczący KRRiT (zm. 2012)
- 1930:
  - Frank Cluskey, irlandzki polityk (zm. 1989)
  - Pol Greisch, luksemburski aktor, pisarz
  - Toni Spiss, austriacki narciarz alpejski (zm. 1993)
  - Miller Williams, amerykański poeta, publicysta, tłumacz (zm. 2015)
- 1931:
  - John Gavin, amerykański aktor, polityk (zm. 2018)
  - Zdzisław Grudzień, polski aktor (zm. 2016)
  - Mieczysław Solecki, polski inżynier rolnictwa, polityk, poseł na Sejm PRL (zm. 2003)
  - Dorothy Tutin, brytyjska aktorka (zm. 2001)
  - Elżbieta Wagner, polska lekkoatletka, sprinterka i płotkarka (zm. 2013)
- 1932:
  - József Antall, węgierski polityk, premier Węgier (zm. 1993)
  - Ita Gertner, izraelska malarka, rzeźbiarka (zm. 2025)
  - Alexander James Quinn, amerykański duchowny katolicki, biskup Cleveland (zm. 2013)
  - Alicja Strzelczyk-Brąszkiewicz, polska mikrobiolog, profesor nauk przyrodniczych (zm. 2020)
  - Kazimierz Szołoch, polski działacz związkowy (zm. 2009)
  - Jerzy Tomaszewski, polski dziennikarz (zm. 2011)
- 1933:
  - Fred Ebb, amerykański autor tekstów piosenek (zm. 2004)
  - Teresa Iżewska, polska aktorka (zm. 1982)
- 1934:
  - Kishō Kurokawa, japoński architekt (zm. 2007)
  - Viorica Moisuc, rumuńska historyk, polityk, eurodeputowana
- 1935:
  - Oscar Zeta Acosta, amerykański prawnik, pisarz, polityk pochodzenia meksykańskiego (zm. 1974)
  - Ryszard Linek, polski bokser, trener (zm. 2022)
- 1936:
  - Prodan Gardżew, bułgarski zapaśnik (zm. 2003)
  - Barbara Klimkiewicz, polska aktorka (zm. 2010)
  - Joan Tewkesbury, amerykańska aktorka, reżyserka i scenarzystka filmowa
- 1937:
  - Tony Barton, angielski piłkarz, trener (zm. 1993)
  - Seymour Hersh, amerykański dziennikarz śledczy pochodzenia żydowskiego
- 1938:
  - Kofi Annan, ghański dyplomata, sekretarz generalny ONZ, laureat Pokojowej Nagrody Nobla (zm. 2018)
  - Nicholas Chia, singapurski duchowny katolicki, arcybiskup Singapuru (zm. 2024)
- 1939:
  - Edwin O’Brien, amerykański duchowny katolicki, arcybiskup metropolita Baltimore
  - Ángel Rubio Castro, hiszpański duchowny katolicki, biskup Segowii
  - Ilkka Suominen, fiński polityk, minister handlu i przemysłu, eurodeputowany (zm. 2022)
- 1940:
  - John Havlicek, amerykański koszykarz (zm. 2019)
  - Masatomi Ikeda, japoński nauczyciel aikido (zm. 2021)
  - Irina Jegorowa, rosyjska łyżwiarka szybka
  - Mirko Jozić, chorwacki piłkarz, trener
- 1941:
  - J.J. Jackson, amerykański prezenter radiowy i telewizyjny (zm. 2004)
  - Tuiloma Neroni Slade, samoański prawnik, dyplomata
  - Vivienne Westwood, brytyjska projektantka mody (zm. 2022)
- 1942:
  - Gianfranco Amendola, włoski prawnik, wykładowca akademicki, polityk
  - Luis Augusto Castro Quiroga, kolumbijski duchowny katolicki, arcybiskup Tunja (zm. 2022)
  - João Lourenço, portugalski piłkarz
  - Agim Shuke, albański aktor (zm. 1992)
  - Douglas Trumbull, amerykański reżyser i producent filmowy, specjalista ds. efektów specjalnych (zm. 2022)
- 1943:
  - James Herbert, brytyjski pisarz (zm. 2013)
  - Jerzy Piątkowski, polski poeta (zm. 2018)
- 1944:
  - Odd Nerdrum, norweski malarz
  - Jimmy Walker, amerykański koszykarz (zm. 2007)
  - Wojciech Zieliński, polski dziennikarz i komentator sportowy (zm. 2008)
- 1945:
  - Joseph Djida, kameruński duchowny katolicki, biskup Ngaoundéré (zm. 2015)
  - Henryk Kucha, polski geolog, mineralog (zm. 2020)
  - Diarmuid Martin, irlandzki duchowny katolicki, arcybiskup Dublina i prymas Irlandii
- 1946:
  - Al Gromer Khan, indyjsko-niemiecki sitarzysta
  - Stuart Pankin, amerykański aktor
  - Tim Thomerson, amerykański aktor, producent filmowy
  - Yu Myung-hwan, południowokoreański polityk, dyplomata
- 1947:
  - Andrzej Dąbrowski, polski inżynier, wykładowca akademicki
  - Tom DeLay, amerykański polityk
  - Hou Hsiao-hsien, tajwański reżyser filmowy
  - Steve Howe, brytyjski gitarzysta, członek zespołu Yes
  - Robert Kiyosaki, amerykański inwestor, przedsiębiorca, pisarz
  - Pascal Lamy, francuski polityk, eurokomisarz
  - Leo Linkovesi, fiński łyżwiarz szybki (zm. 2006)
- 1948:
  - Danuta Hübner, polska ekonomistka, polityk, minister-członek rady ministrów, eurodeputowana i eurokomisarz
  - Ekkehard Teichreber, niemiecki kolarz przełajowy
- 1949:
  - Witold Jurek, polski ekonomista, wykładowca akademicki, urzędnik państwowy
  - József Kovács, węgierski piłkarz
  - John Madden, brytyjski reżyser filmowy i teatralny
  - Joe Royle, angielski piłkarz, trener
- 1950:
  - Urszula Augustyniak, polska historyk, wykładowczyni akademicka
  - Krasimir Borisow, bułgarski piłkarz, trener i działacz piłkarski
  - Nobuo Fujishima, japoński piłkarz
  - Elżbieta Góralczyk, polska aktorka (zm. 2008)
  - Jerzy Jartym, polski artysta fotograf (zm. 2017)
  - Grzegorz Lato, polski piłkarz, trener, działacz piłkarski, prezes PZPN, polityk, senator RP
  - Juliusz Mazur, polski pianista jazzowy
  - Gerd-Volker Schock, niemiecki piłkarz, trener
- 1951:
  - Andrzej Czulda, polski reżyser i scenarzysta filmów oświatowych i dokumentalnych
  - Geir Haarde, islandzki polityk, premier Islandii
  - Peta Toppano, australijska aktorka, piosenkarka pochodzenia brytyjskiego
- 1952:
  - Eusebio Acasuzo, peruwiański piłkarz, bramkarz
  - Kaori Momoi, japońska aktorka
  - Matías Alonso Ruiz, hiszpański i kataloński wojskowy, menedżer, polityk
  - Jacek Waluk, polski fizykochemik, wykładowca akademicki
  - Kim Warwick, australijski tenisista
- 1953:
  - Waldemar Fydrych, polski happener
  - Khaled Gasmi, tunezyjski piłkarz
  - Jan Kwasiborski, polski koszykarz, trener
  - Sławomira Łozińska, polska aktorka
  - Bogdan Pęk, polski zootechnik, polityk, poseł na Sejm RP i eurodeputowany
- 1954:
  - Roger Abel, nowozelandzki żużlowiec
  - Gary Carter, amerykański baseballista (zm. 2012)
- 1955:
  - Gerrie Coetzee, południowoafrykański bokser
  - Aleksandre Cziwadze, gruziński piłkarz, trener i działacz piłkarski
  - Agostino Di Bartolomei, włoski piłkarz (zm. 1994)
  - Kane Hodder, amerykański aktor, kaskader
  - Ron Johnson, amerykański polityk
  - Kazuyoshi Nakamura, japoński piłkarz
  - Radosław Smuszkiewicz, polski polityk, poseł na Sejm PRL
  - David Wu, amerykański polityk pochodzenia chińskiego
- 1956:
  - Michael J. Benton, brytyjski paleontolog
  - Wojciech Groborz, polski muzyk jazzowy
  - Nikas Safronow, rosyjski malarz
  - Justin Sullivan, brytyjski wokalista, gitarzysta, autor tekstów, lider zespołu New Model Army
- 1957:
  - Sarmīte Ēlerte, łotewska dziennikarka, polityk
  - Janusz Klimek, polski koszykarz
  - Jerzy Kopański, polski zapaśnik
  - Akira Ōta, japoński zapaśnik
- 1958:
  - Paweł Bortkiewicz, polski duchowny i teolog katolicki, wykładowca akademicki
  - Maarten Ducrot, holenderski kolarz szosowy
  - Abel (Popławski), polski duchowny prawosławny, arcybiskup lubelsko-chełmski
  - Marek Sawicki, polski polityk, poseł na Sejm RP, minister rolnictwa i rozwoju wsi
  - Marian Skubacz, polski zapaśnik (zm. 2023)
  - Andrzej Zabłocki, polski samorządowiec, burmistrz Witnicy (zm. 2016)
- 1959:
  - Alain Bondue, francuski kolarz torowy i szosowy
  - Michael Hübner, niemiecki kolarz torowy (zm. 2024)
  - Algirdas Paulauskas, litewski trener koszykówki
- 1960:
  - Paco Clos, hiszpański piłkarz
  - Birgit Friedmann, niemiecka lekkoatletka, biegaczka średnio- i długodystansowa
  - Greg Iles, amerykański pisarz (zm. 2025)
  - John Schneider, amerykański aktor, kaskader samochodowy, piosenkarz, kompozytor, reżyser, scenarzysta i producent filmowy
  - Petyr Stoimenow, bułgarski bokser
  - Stanisław Tamm, polski polityk, wojewoda wielkopolski
- 1961:
  - Gao Wenhe, chiński zapaśnik
  - Richard Hatch, amerykański pisarz, przedsiębiorca, osobowość telewizyjna
  - Joazaf (Hubeń), ukraiński biskup prawosławny
  - Maciej Sosnowski, polski aktor, autor tekstów piosenek, satyryk (zm. 2015)
- 1962:
  - Paddy Lowe, brytyjski inżynier Formuły 1
  - Radomír Šimůnek, czeski kolarz przełajowy i szosowy (zm. 2010)
  - Izzy Stradlin, amerykański gitarzysta, członek zespołu Guns N’ Roses
- 1963:
  - Bogusław Bagsik, polski przedsiębiorca, muzyk
  - Julian Lennon, brytyjski piosenkarz
  - Terry Porter, amerykański koszykarz, trener
  - Dorota Warakomska, polska politolog, dziennikarka
  - Ireneusz Wójcicki, polski muzyk, członek zespołu EKT Gdynia (zm. 2011)
- 1964:
  - Annette Jörnlind, szwedzka curlerka
  - Biz Markie, amerykański raper, didżej, aktor, prezenter telewizyjny (zm. 2021)
  - Dordi Nordby, norweska curlerka
- 1965:
  - Cwetan Cwetanow, bułgarski samorządowiec, polityk
  - Lucjan (Kucenko), rosyjski biskup prawosławny
  - Žanna Kulakova, łotewska działaczka samorządowa, burmistrz Dyneburga
- 1966:
  - Iveta Bartošová, czeska piosenkarka, aktorka (zm. 2014)
  - Mark Blundell, brytyjski kierowca wyścigowy
  - Ołeksandr Jarmoła, ukraiński muzyk, wokalista, autor tekstów, założyciel i lider zespołu Haydamaky
  - Barbara Kotowska, polska pięcioboistka nowoczesna
  - Melchor Mauri, hiszpański kolarz szosowy i torowy
  - Mazinho, brazylijski piłkarz, trener
  - Harri Rovanperä, fiński kierowca rajdowy
  - Ewripidis Stilianidis, grecki prawnik, polityk
  - Robin Wright, amerykańska aktorka, producentka filmowa i telewizyjna
- 1967:
  - Paweł Słomiński, polski trener pływania
  - Paweł Marcin Szymański, polski muzyk, wokalista i kompozytor bluesowy
  - Flavio Zandoná, argentyński piłkarz
- 1968:
  - Patricia Arquette, amerykańska aktorka
  - Jan Benedek, polski gitarzysta, członek zespołu T.Love
  - Darius Dimavičius, litewski koszykarz
  - Patricia Girard, francuska lekkoatletka, sprinterka i płotkarka
  - Izabela Szczypiórkowska, polska siatkarka
  - Grzegorz Zgliński, polski reżyser filmowy, kompozytor, gitarzysta
- 1969:
  - Pavel Blažek, czeski prawnik, samorządowiec, polityk
  - Dulce Pontes, portugalska piosenkarka
- 1970:
  - J.R. Bourne, kanadyjski aktor
  - Bogusława Knapczyk, polska kajakarka
  - Agata Mirek, polska siostra zakonna, historyk, wykładowczyni akademicka (zm. 2022)
  - Marta Mizuro, polska krytyk literacka
  - Andrej Plenković, chorwacki prawnik, polityk, premier Chorwacji
- 1971:
  - Ahmad Kamil Muhammad Husajn, egipski zapaśnik
  - Ellen Kuipers, holenderska hokeistka na trawie
  - Craig Mazin, amerykański reżyser i scenarzysta filmowy
  - Gerhard Plankensteiner, włoski saneczkarz pochodzenia tyrolskiego
  - Władysław Zubkow, ukraiński piłkarz, trener
- 1972:
  - Paul Gray, amerykański basista, członek zespołu Slipknot (zm. 2010)
  - Ariel Hernández, kubański bokser
  - Jarosław Jasiura, polski dyrygent, kompozytor, organista
  - Sascha Pierro, niemiecki wokalista, członek zespołu Marquess
  - Piotr Świerczewski, polski piłkarz
- 1973:
  - Marek Balt, polski ekonomista, polityk, poseł na Sejm RP i eurodeputowany
  - Riadh Bouazizi, tunezyjski piłkarz
  - Emma Caulfield, amerykańska aktorka
  - Damian Grichting, szwajcarski curler
  - Cezary Kosiński, polski aktor
  - Marzena Kot, polska piłkarka ręczna
  - Alexandra Leitão, portugalska polityk
  - Monika Maciewicz, polska nauczycielka, logopeda, pisarka
  - Mika Satō, japońska pianistka
  - Sebastian Skuza, polski ekonomista, wykładowca akademicki, urzędnik państwowy
  - Mieszko Tałasiewicz, polski filozof, wykładowca akademicki
  - Luchia Yishak, etiopska lekkoatletka, biegaczka długodystansowa
- 1974:
  - Chino XL, amerykański raper (zm. 2024)
  - David Casteu, francuski motocyklista rajdowy
  - Marcin Gębka, polski kolarz szosowy
  - Adam Khoo, singapurski przedsiębiorca, pisarz
  - Chris Kyle, amerykański żołnierz (zm. 2013)
  - Andrij Łuciw, ukraiński piłkarz, futsalista, trener
  - Miroslav Mareš, czeski prawnik, politolog, wykładowca akademicki
  - Carlos Mazón, hiszpański samorządowiec, polityk, prezydent Walencji
  - Nnedi Okorafor, amerykańska pisarka science fiction i fantasy
  - Lasse Ottesen, norweski skoczek narciarski
  - Tomasz Romaniuk, polski piłkarz
  - Najden Todorow, bułgarski dyrygent, polityk, minister kultury
- 1975:
  - Anouk, holenderska piosenkarka
  - Dariusz Dudek, polski piłkarz, trener, działacz sportowy
  - Grzegorz Pieronkiewicz, polski zapaśnik, działacz sportowy, prezes Polskiego Związku Zapaśniczego (zm. 2016)
- 1976:
  - Marek Čech, czeski piłkarz, bramkarz
  - Gaston Curbelo, francuski piłkarz pochodzenia urugwajskiego
  - Krisztina Molnár, węgierska lekkoatletka, tyczkarka
  - Andrés Schneiter, argentyński tenisista pochodzenia niemieckiego
  - Mathias Schober, niemiecki piłkarz, bramkarz
- 1977:
  - Lea Coco, amerykański aktor
  - Sarah Pinsker, amerykańska pisarka fantastyczna
  - Tomislav Šokota, chorwacki piłkarz
- 1978:
  - Tamaz Gelaszwili, gruziński szachista
  - Bernt Haas, szwajcarski piłkarz
  - Klaudiusz Kaufmann, polski aktor
  - Paola Núñez, meksykańska aktorka, producentka filmowa, modelka
  - Mario Pestano, hiszpański lekkoatleta, dyskobol
  - Ana de la Reguera, meksykańska aktorka, tancerka
  - Anja Schneiderheinze-Stöckel, niemiecka bobsleistka
  - Jewhenija Własowa, ukraińska piosenkarka
- 1979:
  - Emma Balfour, australijska modelka
  - Mohamed Kader, togijski piłkarz
  - Kim Eun-jung, południowokoreański piłkarz
  - Alexi Laiho, fiński gitarzysta, kompozytor, wokalista, członek zespołu Children of Bodom
  - Kati Piri, holenderska działaczka organizacji pozarządowych, polityk pochodzenia węgierskiego
  - Marzena Sowa, polska scenarzystka komiksowa
  - Rune Stordal, norweski łyżwiarz szybki
- 1980:
  - Gheorghe Bucur, rumuński piłkarz
  - Jessica Grabowsky, fińska aktorka
  - David Marrero, hiszpański tenisista
  - Katee Sackhoff, amerykańska aktorka
- 1981:
  - Frédérick Bousquet, francuski pływak
  - Cora Huber, szwajcarska bobsleistka, lekkoatletka
  - Oumar Kalabane, gwinejski piłkarz
  - Taylor Kitsch, kanadyjski aktor, model
  - Nikołaj Krugłow, rosyjski biathlonista
  - Kelly Schafer, szkocka curlerka
- 1982:
  - Shamha Ahmed, malediwska lekkoatletka, biegaczka
  - Adrian Bellani, amerykański aktor pochodzenia włoskiego
  - Iulia Curea, rumuńska piłkarka ręczna
  - Giennadij Gołowkin, kazachski bokser
  - Kirił Kotew, bułgarski piłkarz
  - Lü Yulai, chiński aktor
  - Austin Nichols, amerykański koszykarz
  - Juana Viale, argentyńska aktorka
- 1983:
  - Edson Braafheid, holenderski piłkarz
  - Natalie Hurst, australijska koszykarka
  - Anastasija Jermakowa, rosyjska pływaczka synchroniczna
  - Tatjana Pietrowa, rosyjska lekkoatletka, biegaczka długodystansowa
  - Katarzyna Stochaj, polska piłkarka
  - Bruno Vale, portugalski piłkarz, bramkarz
- 1984:
  - Augustine Ejide, nigeryjski piłkarz, bramkarz
  - Carlos Eduardo Gallardo, gwatemalski piłkarz
  - Nemanja Tubić, serbski piłkarz
- 1985:
  - Raszid Hamdani, marokański piłkarz
  - Nóra Hoffmann, węgierska łyżwiarka figurowa
  - Marie Jay Marchand-Arvier, francuska narciarka alpejska
  - Jakub Sieczko, polski lekarz, socjolog, pisarz
  - Yemane Tsegay, etiopski lekkoatleta, długodystansowiec
  - Magdalena Zamolska, polska kolarka
  - Alan Zamora, meksykański piłkarz
- 1986:
  - Igor Akinfiejew, rosyjski piłkarz, bramkarz
  - Félix Hernández, wenezuelski baseballista
  - Natalja Iszczenko, rosyjska pływaczka synchroniczna
  - Osvaldo Martínez, paragwajski piłkarz
  - Carlos Santana, dominikański baseballista
  - Erika Sawajiri, japońska piosenkarka, modelka, aktorka
  - Marcelina Stoszek, polska piosenkarka, kompozytorka, autorka tekstów
- 1987:
  - Jerry Bengtson, honduraski piłkarz
  - Hanna Demydowa, ukraińska lekkoatletka, skoczkini w dal i trójskoczkini
  - Royston Drenthe, holenderski piłkarz
  - Jeremy Hellickson, amerykański baseballista
  - Mateusz Hohol, polski kognitywista, wykładowca akademicki
  - Charmaine Lucock, australijska lekkoatletka, tyczkarka
  - Bartosz Majewski, polski pięcioboista nowoczesny
  - Dario Vidošić, australijski piłkarz pochodzenia chorwackiego
- 1988:
  - William Accambray, francuski piłkarz ręczny
  - Vivien Brisse, francuski kolarz torowy i szosowy
  - Michał Gliwa, polski piłkarz, bramkarz
  - Magdalena Korczak, polska wioślarka
  - Anna Osceola, amerykańska aktorka
  - Olli Palola, fiński hokeista
  - Angelique Vergeer, holenderska siatkarka
- 1989:
  - Lu Chunlong, chiński gimnastyk
  - Deivydas Matulevičius, litewski piłkarz
  - Thomas Schoorel, holenderski tenisista
  - Arvis Vilkaste, łotewski bobsleista
  - Gabriella Wilde, brytyjska modelka, aktorka
- 1990:
  - Theyab Awana, emiracki piłkarz (zm. 2011)
  - Karim Bellarabi, niemiecki piłkarz pochodzenia marokańskiego
  - Kim Jong-hyun, południowokoreański piosenkarz, tancerz (zm. 2017)
  - Weronika Smarduch, polska ekonomistka, posłanka na Sejm RP
- 1991:
  - Liam Boyce, północnoirlandzki piłkarz
  - Mohamed Daou, marokański piłkarz
  - Benjamina Karić, bośniacka prawnik, działaczka samorządowa, burmistrz Sarajewa
  - Davis Lejasmeiers, łotewski koszykarz
  - Alper Potuk, turecki piłkarz
  - Andrea Ross, amerykańska aktorka, piosenkarka
  - Ana Carolina da Silva, brazylijska siatkarka
  - Angel Wicky, czeska aktorka pornograficzna
- 1992:
  - Mohammed Monir, libijski piłkarz
  - Mathew Ryan, australijski piłkarz, bramkarz
  - Siergiej Ustiugow, rosyjski biegacz narciarski
  - Shelby Young, amerykańska aktorka
- 1993:
  - Viktor Arvidsson, szwedzki hokeista
  - Jérémie Bela, francusko-angolski piłkarz
  - Karina Goriczewa, kazachska sztangistka
  - Jakub Kornfeil, czeski motocyklista wyścigowy
  - Danilo Nikolić, czarnogórski koszykarz
  - Filip Put, polski koszykarz
  - Ljiljana Ranković, serbska siatkarka
  - Trent Sullivan, australijski aktor
- 1994:
  - Martijn Colson, belgijski siatkarz
  - László Kleinheisler, węgierski piłkarz
  - Dario Šarić, chorwacki koszykarz
- 1995:
  - Farès Bahlouli, francuski piłkarz pochodzenia algierskiego
  - Karol Jankiewicz, polski aktor
  - Cedi Osman, turecki koszykarz pochodzenia bośniackiego
  - Haruka Shiraishi, japońska aktorka, seiyū
  - Wei Shihao, chiński piłkarz
- 1996:
  - Florentina Iusco, rumuńska lekkoatletka, skoczkini w dal i trójskoczkini
  - Anna Korakaki, grecka strzelczyni sportowa
  - Maciej Majdziński, polski piłkarz ręczny
  - George Pușcaș, rumuński piłkarz
  - Verena Rohrer, szwajcarska snowboardzistka
- 1997 – Diosdado Mbele, piłkarz z Gwinei Równikowej
- 1998:
  - Makana Baku, niemiecki piłkarz pochodzenia kongijskiego
  - Ridle Baku, niemiecki piłkarz pochodzenia kongijskiego
  - Renan Lodi, brazylijski piłkarz
  - Alasana Manneh, gambijski piłkarz
- 1999:
  - Catherine Bellis, amerykańska tenisistka
  - José Gomes, portugalski piłkarz pochodzenia gwinejskiego
  - Przemysław Korsak, polski kajakarz
- 2000:
  - Kevin Chamorro, kostarykański piłkarz, bramkarz
  - Cricket, kosowski producent muzyczny
  - Don Xhoni, kosowski raper
  - Pierre Toledo, francuski siatkarz
- 2001:
  - Thiago Ceijas, argentyński piłkarz
  - Laura Hérin, kubańska zapaśniczka
- 2002:
  - Edvin Anger, szwedzki biegacz narciarski
  - Skai Jackson, amerykańska aktorka
- 2003 – Kaila Kuhn, amerykańska narciarka dowolna
- 2004 – Molik Khan, trynidadzko-tobagijski piłkarz
- 2005:
  - Leah Isadora Behn, członkini norweskiej rodziny królewskiej
  - Alexander Blockx, belgijski tenisista
- 2006 – Mateo Peralta, urugwajski piłkarz

## Zmarli
- 217 – Karakalla, cesarz rzymski (ur. 188)
- 622 – Shōtoku, japoński książę, regent, patron buddyzmu (ur. 574)
- 632 – Charibert II, król Akwitanii (ur. ok. 608)
- 956 – Gilbert z Chalon, hrabia Chalon, Autun, Troyes, Beaune, Avallon i Dijon oraz hrabia Burgundii i Szampanii (ur. ok. 900)
- 1143 – Jan II Komnen, cesarz bizantyński (ur. 1087)
- 1196 – Knut Eriksson, król Szwecji (ur. ?)
- 1322 – Małgorzata Przemyślidka, królewna czeska, księżna brzesko-legnicka (ur. 1296)
- 1341 – Jan Kołda, polski duchowny katolicki, biskup krakowski i wrocławski (ur. ok. 1270)
- 1364 – Jan II Dobry, król Francji (ur. 1319)
- 1417 – Ulryk I, książę Meklemburgii-Stargardu (ur. ?)
- 1461 – Georg von Peurbach, austriacki matematyk, astronom (ur. 1423)
- 1492 – Wawrzyniec Wspaniały, władca Florencji, mecenas sztuki, humanista (ur. 1449)
- 1522 – Andrzej Drążyński, polski zakonnik, pisarz (ur. ?)
- 1535 – Basilius Amerbach (starszy), szwajcarski uczony (ur. 1488)
- 1537 – (lub 7 kwietnia) Stanisław Sokołowski, polski duchowny i teolog katolicki, kaznodzieja, profesor Akademii Krakowskiej (zm. 1593)
- 1570 – Giovanni Battista Cicala, włoski kardynał (ur. 1510)
- 1586 – Martin Chemnitz, niemiecki działacz reformacyjny, teolog luterański (ur. 1522)
- 1618 – Antonio Marziale Carracci, włoski malarz (ur. 1583)
- 1629 – Jan Turnowski, polski teolog, poeta, senior Jednoty braci czeskich (ur. 1567)
- 1660 – Zofia Magdalena Piastówna, księżniczka legnicka, księżna ziębicko-oleśnicka (ur. 1624)
- 1676 – Klaudia Felicyta Habsburg, arcyksiężniczka austriacka, cesarzowa rzymsko-niemiecka, królowa czeska i węgierska (ur. 1653)
- 1685:
  - Girolamo Gastaldi, włoski duchowny katolicki, arcybiskup Benewentu, kardynał (ur. 1616)
  - Jan Kazimierz Kierdej, polski szlachcic, polityk (ur. ?)
- 1697 – Niels Juel, duński admirał (ur. 1629)
- 1702 – Hans Bastian von Zehmen, królewsko-polski i elektorsko-saski tajny radca, prawnik (ur. 1629)
- 1704:
  - Hiob Ludolf, niemiecki filolog, orientalista, poliglota (ur. 1624)
  - Henry Sydney, angielski arystokrata, polityk (ur. 1641)
- 1708 – Francesco Nerli, włoski kardynał (ur. 1636)
- 1731 – Jan Sebastian Szembek, polski szlachcic, polityk (ur. ?)
- 1732 – Franciszek Wielopolski, polski szlachcic, polityk (ur. 1658)
- 1735 – Franciszek II Rakoczy, książę Siedmiogrodu, magnat, przywódca powstania antyhabsburskiego (ur. 1676)
- 1754 – José de Carvajal y Lancaster, hiszpański polityk, pierwszy sekretarz stanu (ur. 1698)
- 1769 – Stanisław Brzostowski, polski szlachcic, polityk (ur. 1733)
- 1794 – Benjamin Brain, brytyjski bokser (ur. 1753)
- 1801:
  - Jan Choe Chang-hyeon, koreański męczennik i błogosławiony katolicki (ur. 1759)
  - Tomasz Choe Pil-gong, koreański męczennik i błogosławiony katolicki (ur. 1744)
  - Franciszek Ksawery Hong Gyo-man, koreański męczennik i błogosławiony katolicki (ur. 1738)
  - Łukasz Hong Nak-min, koreański męczennik i błogosławiony katolicki (ur. 1751)
  - Augustyn Jeong Yak-jong, koreański męczennik i błogosławiony katolicki (ur. 1760)
- 1807 – Tadeusz Błociszewski, polski szlachcic, generał major, polityk (ur. ok. 1721)
- 1810 – Venanzio Rauzzini, włoski kompozytor, śpiewak (ur. 1746)
- 1812 – Włodzimierz Potocki, polski hrabia, pułkownik (ur. 1798)
- 1815 – Jan Jakub Ryba, czeski kompozytor (ur. 1740)
- 1816 – Julia Billiart, francuska zakonnica, święta (ur. 1751)
- 1820 – Thomas Douglas, szkocki arystokrata, polityk (ur. 1771)
- 1826 – Maria Kunegunda Wettyn, księżniczka saska, królewna polska (ur. 1740)
- 1832 – Andrew Blayney, brytyjski arystokrata, dowódca wojskowy (ur. 1770)
- 1835 – Wilhelm von Humboldt, niemiecki filozof, językoznawca (ur. 1767)
- 1848:
  - Louis Adam, francuski kompozytor (ur. 1758)
  - Gaetano Donizetti, włoski kompozytor (ur. 1797)
- 1849 – Tadeusz Bocheński Lannsdorf, polski ziemianin, oficer (ur. 1791)
- 1853 – Jan Willem Pieneman, holenderski malarz (ur. 1779)
- 1857 – Mangal Pandey, indyjski żołnierz, bohater narodowy (ur. 1827)
- 1860:
  - Félix Dujardin, francuski przyrodnik (ur. 1801)
  - István Széchenyi, węgierski arystokrata, pisarz, polityk, przedsiębiorca (ur. 1791)
- 1861:
  - Michał Landy, polski uczeń pochodzenia żydowskiego (ur. 1844)
  - Elisha Otis, amerykański wynalazca (ur. 1811)
- 1864 – Alfred Mouton, amerykański generał konfederacki (ur. 1829)
- 1867 – Onufry Krynicki, ukraiński duchowny greckokatolicki, działacz społeczny (ur. 1791)
- 1868 – Aleksander Jan Hauke, polski generał major armii rosyjskiej, prezes Warszawskich Teatrów Rządowych (ur. 1814)
- 1870 – Charles Auguste de Bériot, belgijski skrzypek, kompozytor (ur. 1802)
- 1873 – Jan Nepomucen Niemojowski, polski działacz niepodległościowy (ur. 1803)
- 1878 – Eugène Belgrand, francuski inżynier (ur. 1810)
- 1879 – Nikołaj Zaremba, rosyjski kompozytor, teoretyk muzyki, pedagog pochodzenia polskiego (ur. 1821)
- 1880 – Delfina Ortega Díaz, meksykańska pierwsza dama (ur. 1845)
- 1884:
  - Carl Graeb, niemiecki malarz (ur. 1816)
  - Feliks Księżarski, polski architekt (ur. 1820)
  - Joshua Van Sant, amerykański prawnik, polityk (ur. 1803)
- 1885 – Susanna Moodie, kanadyjska pisarka, poetka pochodzenia brytyjskiego (ur. 1803)
- 1889 – Jean-Baptiste Arban, francuski kornecista, kompozytor, dyrygent (ur. 1825)
- 1893:
  - Anna Bilińska-Bohdanowiczowa, polska malarka (ur. 1854)
  - August Franciszek Czartoryski, polski duchowny katolicki, salezjanin, błogosławiony (ur. 1858)
- 1898 – Georg Bühler, niemiecki indolog, sanskrytolog, badacz rękopisów, tłumacz (ur. 1837)
- 1902 – John Wodehouse, brytyjski arystokrata, polityk (ur. 1826)
- 1904:
  - Antoni Olesiński, polski rzeźbiarz (ur. 1855)
  - Walery Wacław Wołodźko, polski inżynier, pisarz, polityk (ur. 1831)
- 1909:
  - Helena Modrzejewska, polska aktorka (ur. 1840)
  - Konstanty Wołodkowicz, polski ziemianin, przedsiębiorca, filantrop (ur. 1828)
- 1910 – Georges de la Falaise, francuski szablista, szpadzista (ur. 1866)
- 1913:
  - Jean-Baptiste Auguste Puton, francuski entomolog (ur. 1834)
  - Isaburō Yamada, japoński przedsiębiorca, wynalazca (ur. 1864)
- 1914 – Jakub Arbes, czeski pisarz, krytyk literacki, dziennikarz (ur. 1840)
- 1915:
  - Cesare Fedele Abbati, włoski duchowny katolicki, biskup santoryński i chioski (ur. 1820)
  - Louis Pergaud, francuski poeta (ur. 1882)
- 1916:
  - Bob Burman, amerykański kierowca wyścigowy (ur. 1884)
  - Fredrik Idestam, fiński inżynier górnictwa, przedsiębiorca (ur. 1838)
- 1917:
  - Wilhelm Frankl, niemiecki pilot wojskowy, as myśliwski (ur. 1893)
  - Richard Olney, amerykański polityk (ur. 1835)
- 1918:
  - Ludwig Georg Courvoisier, szwajcarski chirurg (ur. 1843)
  - Lucjan Rydel, polski poeta, dramatopisarz (ur. 1870)
- 1919:
  - Loránd Eötvös, węgierski matematyk, geofizyk, wykładowca akademicki, polityk (ur. 1848)
  - Alois Hans Schram, austriacki malarz (ur. 1864)
  - Karol Bernard Załuski, polski hrabia, językoznawca, orientalista, austro-węgierski dyplomata i polityk (ur. 1834)
- 1920 – Charles Tomlinson Griffes, amerykański kompozytor (ur. 1884)
- 1922:
  - Erich von Falkenhayn, pruski generał piechoty (ur. 1861)
  - Marian Goyski, polski historyk, mediewista, bibliotekarz (ur. 1880)
- 1924:
  - Bava Beccaris, włoski generał, polityk (ur. 1831)
  - Natalija Munk, serbska pielęgniarka, wolontariuszka (ur. 1864)
- 1925:
  - Frank Baldwin, amerykański wynalazca, konstruktor maszyn liczących (ur. 1838)
  - Karl Pflanzer-Baltin, austro-węgierski generał pułkownik, filozof, prawnik (ur. 1855)
- 1928 – Lazar Prybulski, polski lekarz, działacz społeczny pochodzenia żydowskiego (ur. 1879)
- 1929 – Evald Tang Kristensen, duński pisarz, kolekcjoner folkloru (ur. 1843)
- 1931 – Erik Axel Karlfeldt, szwedzki poeta, laureat Nagrody Nobla (ur. 1864)
- 1932:
  - Leon Loria, polski prawnik, taternik, narciarz, pilot (ur. 1883)
  - Sotir Peçi, albański działacz niepodległościowy (ur. 1873)
- 1933 – Piotr Mańkowski, polski duchowny katolicki, biskup kamieniecki (ur. 1866)
- 1934:
  - Franklin Clarence Mars, amerykański przedsiębiorca (ur. 1883)
  - Władysław Skoczylas, polski grafik, malarz, rzeźbiarz, pedagog (ur. 1883)
- 1935 – Alfred Rahlfs, niemiecki teolog ewangelicki, orientalista (ur. 1865)
- 1936:
  - Robert Bárány, austriacki lekarz otiatra, wykładowca akademicki, laureat Nagrody Nobla pochodzenia węgiersko-żydowskiego (ur. 1876)
  - Conrad Böcker, niemiecki gimnastyk (ur. 1870)
  - Justyna Budzińska-Tylicka, polska lekarka, działaczka feministyczna, socjalistyczna, społeczna i sportowa (ur. 1867)
  - Chūhachi Ninomiya, japoński pionier lotnictwa (ur. 1866)
- 1937:
  - Billy Bassett, angielski piłkarz, działacz piłkarski (ur. 1869)
  - Arthur Foote, amerykański kompozytor (ur. 1853)
  - Henryk Henrykowski, polski kompozytor, nauczyciel tańca (ur. 1876)
- 1938:
  - Iwan Bojew, radziecki działacz gospodarczy (ur. 1892)
  - Jewgienij Lebiediew, radziecki wojskowy, polityk (ur. 1897)
  - Oskar Meyer-Elbing, niemiecki malarz, rysownik (ur. 1866)
  - George Mountbatten, brytyjski arystokrata, wojskowy (ur. 1892)
  - Joe King Oliver, amerykański muzyk jazzowy, lider big bandu (ur. 1885)
  - Daniło Petrowski, radziecki polityk (ur. 1893)
  - Iwan Wielikanow, radziecki lekarz wojskowy, bakteriolog (ur. 1898)
  - Michaił Wolski, radziecki polityk (ur. 1899)
- 1940:
  - Antoni Leśniowski, polski chirurg (ur. 1867)
  - Gerard Roope, brytyjski komandor podporucznik (ur. 1905)
- 1941:
  - Max Herrmann-Neisse, niemiecki prozaik, poeta, publicysta (ur. 1886)
  - Marcel Prévost, francuski prozaik, dramaturg (ur. 1862)
  - Mariusz Zaruski, polski generał brygady, taternik, pionier polskiego żeglarstwa, narciarz, twórca TOPR (ur. 1867)
- 1942:
  - Katsumi Anma, japoński pilot wojskowy, as myśliwski (ur. 1914)
  - Iwan Krawczenko, radziecki major (ur. 1905)
  - Manlio Pastorini, włoski gimnastyk (ur. 1879)
  - Stanisław Rychter, polski major piechoty (ur. 1891)
- 1943 – Richard Sears, amerykański tenisista (ur. 1861)
- 1944 – Maria Bard, niemiecka aktorka (ur. 1900)
- 1945:
  - Karl Koske, niemiecki generał major (ur. 1889)
  - Amirali Saidbekov, radziecki starszy porucznik (ur. 1920)
  - Melitta Schenk Gräfin von Stauffenberg, niemiecka kapitan lotnictwa wojskowego, konstruktorka samolotów (ur. 1903)
  - Josef Weinheber, austriacki prozaik, poeta (ur. 1892)
- 1946:
  - Bo Gu, chiński polityk komunistyczny (ur. 1907)
  - Luigi Faure, włoski skoczek narciarski (ur. 1901)
- 1947:
  - Olaf Frydenlund, norweski strzelec sportowy (ur. 1862)
  - George Sitts, amerykański seryjny morderca (ur. ok. 1914)
  - Daniel Giles Sullivan, nowozelandzki polityk (ur. 1882)
- 1948 – Abd al-Kadir al-Husajni, arabski dowódca wojskowy, nacjonalista (ur. 1907)
- 1949 – Wilhelm Adam, niemiecki generał pułkownik (ur. 1877)
- 1950:
  - Wacław Niżyński, rosyjski tancerz, choreograf pochodzenia polskiego (ur. 1889)
  - Ernst Wide, szwedzki lekkoatleta, średniodystansowiec (ur. 1888)
- 1952:
  - Tadeusz Estreicher, polski chemik, wykładowca akademicki (ur. 1871)
  - Désiré Paternoster, belgijski piłkarz (ur. 1887)
  - Jean Tharaud, francuski pisarz (ur. 1877)
- 1953 – Irena Trapszo-Chodowiecka, polska aktorka (ur. 1868)
- 1956:
  - Hellmuth Böhlke, niemiecki generał porucznik (ur. 1893)
  - Lars Hanson, szwedzki aktor (ur. 1886)
- 1957:
  - Dorothy Sebastian, amerykańska aktorka (ur. 1903)
  - Pedro Segura, hiszpański duchowny katolicki, arcybiskup Sewilli, prymas Hiszpanii, kardynał (ur. 1880)
- 1959:
  - Henri-Pierre Roché, francuski pisarz (ur. 1879)
  - Stanisław Urbanowicz, polski reżyser filmowy (ur. 1907)
- 1960 – Henri Guisan, szwajcarski generał (ur. 1874)
- 1961 – Maria Annunziata, arcyksiężniczka austriacka (ur. 1876)
- 1964 – Julian Sztatler, polski piosenkarz, pianista (ur. 1914)
- 1965 – Lars Hanson, szwedzki aktor (ur. 1886)
- 1966 – Felicjan Kępiński, polski astronom (ur. 1885)
- 1968 – Harold Babcock, amerykański astronom (ur. 1882)
- 1969 – Zofia Głowa, polska etnograf (ur. 1920)
- 1970 – Feliks Burbon-Parmeński, książę Luksemburga (ur. 1893)
- 1971:
  - Eugen Ferdinand Hoffmann, niemiecki pisarz (ur. 1885)
  - Armand Massard, francuski szpadzista (ur. 1884)
  - Fritz von Opel, niemiecki konstruktor samochodów, przemysłowiec (ur. 1899)
- 1972 – Marian Leon Bielicki, polski pisarz (ur. 1920)
- 1973 – Pablo Picasso, hiszpański malarz, rzeźbiarz, grafik, ceramik (ur. 1881)
- 1974:
  - Harry L. Fraser, amerykański reżyser filmowy (ur. 1889)
  - Ferruccio Novo, włoski piłkarz, trener (ur. 1897)
- 1975 – Joseph Laniel, francuski polityk, premier Francji (ur. 1889)
- 1976 – Justin McCarthy, amerykański hokeista (ur. 1899)
- 1977:
  - Hans Pulver, szwajcarski piłkarz, bramkarz, trener (ur. 1902)
  - Philibert Smellinckx, belgijski piłkarz (ur. 1911)
- 1978:
  - Ford Frick, amerykański dziennikarz, komentator i działacz sportowy (ur. 1894)
  - Lon Luvois Fuller, amerykański teoretyk prawa, wykładowca akademicki (ur. 1902)
  - Marian Sowiński, polski bokser (ur. 1919)
- 1979:
  - Eric Dodds, irlandzki filolog klasyczny, wykładowca akademicki (ur. 1893)
  - Josef Stangl, niemiecki duchowny katolicki, biskup Würzburga (ur. 1907)
- 1981:
  - Omar Bradley, amerykański generał (ur. 1893)
  - Virginia Kellogg, amerykańska scenarzystka filmowa (ur. 1907)
  - Börje Tapper, szwedzki piłkarz, trener (ur. 1922)
- 1982 – Edmund Roman Orlik, polski plutonowy podchorąży rezerwy broni pancernych, architekt (ur. 1918)
- 1983 – Tadeusz Sulimirski, polski rotmistrz rezerwy, prawnik, filozof, archeolog (ur. 1898)
- 1984:
  - Piotr Kapica, rosyjski fizyk, wykładowca akademicki, laureat Nagrody Nobla pochodzenia rumuńsko-polskiego (ur. 1894)
  - Irena Konopacka-Semadeni, polska chirurg stomatolog, wykładowczyni akademicka, żołnierz AK, uczestniczka powstania warszawskiego (ur. 1901)
  - Friedrich Krempel, niemiecki strzelec (ur. 1905)
  - Daeng Soetigna, indonezyjski nauczyciel, muzyk (ur. 1908)
  - Mijo Udovčić, chorwacki szachista (ur. 1920)
- 1986 – Rudolf Ranoszek, polski filolog, orientalista, wykładowca akademicki (ur. 1894)
- 1987:
  - Andriej Gietman, radziecki generał armii (ur. 1903)
  - Pierre-Paul-Émile Martin, francuski duchowny katolicki, marysta, misjonarz, wikariusz apostolski Nowej Kaledonii i arcybiskup Numei (ur. 1910)
- 1989:
  - Mario Chiari, włoski reżyser filmowy (ur. 1909)
  - Arystarch Kaszkurewicz, polsko-brazylijski malarz, witrażysta (ur. 1912)
- 1990:
  - Benedykt Kieńć, polski polityk, poseł na Sejm RP (ur. 1907)
  - Ryan White, Amerykanin zmarły na AIDS (ur. 1971)
  - Józef Wolny, polski dziennikarz (ur. 1924)
- 1991 – Per Yngve Ohlin, szwedzki wokalista, członek zespołów Morbid i Mayhem (ur. 1969)
- 1992:
  - Daniel Bovet, włoski farmakolog, fizjolog, wykładowca akademicki, laureat Nagrody Nobla pochodzenia szwajcarskiego (ur. 1907)
  - Myron Wendzyłowycz, ukraiński architekt, wykładowca akademicki (ur. 1919)
  - Roman Zimand, polski krytyk, historyk literatury, publicysta (ur. 1926)
- 1993:
  - Marian Anderson, amerykańska śpiewaczka operowa (kontralt) (ur. 1897)
  - Edward Duda, polski dziennikarz, polityk, poseł na Sejm i członek Rady Państwa PRL (ur. 1922)
  - Konrad Srzednicki, polski malarz, grafik (ur. 1894)
- 1994:
  - Josef Neumann, szwajcarski lekkoatleta, oszczepnik i wieloboista
  - Josef Walla, austriacki kierowca i motocyklista wyścigowy, żużlowiec (ur. 1907)
  - Åke Wallenquist, szwedzki astronom (ur. 1904)
- 1995 – Jewhen Szpyniow, ukraiński piłkarz, trener (ur. 1914)
- 1996:
  - Ben Johnson, amerykański aktor (ur. 1918)
  - Petko Sirakow, bułgarski zapaśnik (ur. 1929)
- 1997 – Jerzy Danielewicz, polski historyk, wykładowca akademicki (ur. 1921)
- 1998 – Manuel van Loggem, holenderski psycholog, pisarz, krytyk literacki (ur. 1916)
- 1999 – Dmitrij Rostowcew, rosyjski inżynier okrętowy (ur. 1929)
- 2000:
  - Moacir Barbosa, brazylijski piłkarz, bramkarz (ur. 1921)
  - Mirosław Pałasz, polski orientalista, dyplomata (ur. 1935)
  - Claire Trevor, amerykańska aktorka (ur. 1910)
- 2001 – Hsieh Tung-min, tajwański polityk, wiceprezydent (ur. 1907)
- 2002 – Gabriela Makowiecka, polska hispanistka, wykładowczyni akademicka, pisarka (ur. 1906)
- 2003:
  - Maki Ishii, japoński kompozytor (ur. 1936)
  - Taras Prociuk, ukraiński dziennikarz (ur. 1968)
  - Franz Rosenthal, niemiecko-amerykański orientalista (ur. 1914)
- 2004:
  - Herb Andress, niemiecki aktor (ur. 1935)
  - Kalevi Kärkinen, fiński skoczek narciarski (ur. 1934)
  - Hans Guido Mutke, niemiecki pilot (ur. 1921)
  - Marian Reniak, polski pisarz, scenarzysta filmowy (ur. 1922)
- 2005:
  - Maurice Lafont, francuski piłkarz, trener (ur. 1927)
  - Jeremi Wasiutyński, polski filozof, astrofizyk (ur. 1907)
  - Jerzy Banach, polski historyk sztuki (ur. 1922)
- 2007 – Carey W. Barber, brytyjski działacz religijny, członek Ciała Kierowniczego Świadków Jehowy (ur. 1905)
- 2008:
  - Cedella Booker, jamajska piosenkarka, pisarka (ur. 1926)
  - Ludwik Hass, polski historyk, znawca masonerii (ur. 1918)
  - Stanley Kamel, amerykański aktor (ur. 1943)
  - Paweł Wildstein, polski wojskowy, działacz społeczności żydowskiej (ur. 1920)
- 2009 – Piotr Morawski, polski himalaista, chemik (ur. 1976)
- 2010:
  - Antony Flew, brytyjski filozof (ur. 1923)
  - Jerzy Lelonkiewicz, polski koszykarz, trener (ur. 1926)
  - Malcolm McLaren, brytyjski muzyk, publicysta, menedżer zespołu Sex Pistols (ur. 1946)
  - Jean-Paul Proust, francuski polityk, premier Monako (ur. 1940)
  - Teddy Scholten, holenderska piosenkarka (ur. 1926)
- 2011 – Czesław Rymarz, polski matematyk, inżynier, filozof, cybernetyk (ur. 1930)
- 2012:
  - Jack Tramiel, amerykański przedsiębiorca (ur. 1928)
  - Janusz Zawodny, polski politolog, historyk (ur. 1921)
- 2013:
  - Annette Funicello, amerykańska aktorka, piosenkarka (ur. 1942)
  - Sara Montiel, hiszpańska aktorka, piosenkarka (ur. 1928)
  - Margaret Thatcher, brytyjska polityk, premier Wielkiej Brytanii, taczerystka (ur. 1925)
- 2014:
  - Emanuel Karim III Delly, iracki duchowny katolicki, patriarcha Babilonu, kardynał (ur. 1927)
  - Karlheinz Deschner, niemiecki historyk (ur. 1924)
  - James Brian Hellwig, amerykański wrestler, kulturysta (ur. 1959)
- 2015:
  - Jan Kaja, polski ekonomista (ur. 1954)
  - Joel Shankle, amerykański lekkoatleta, płotkarz (ur. 1933)
  - Jean-Claude Turcotte, kanadyjski duchowny katolicki, arcybiskup Montrealu, kardynał (ur. 1936)
- 2016:
  - Witold Jurczyk, polski chirurg, anestezjolog (ur. 1931)
  - Elizabeth Roemer, amerykańska astronom (ur. 1929)
  - Erich Rudorffer, niemiecki pilot wojskowy, as myśliwski (ur. 1917)
- 2017:
  - Hubert Fiałkowski, polski piłkarz, trener (ur. 1939)
  - Gieorgij Grieczko, rosyjski inżynier-mechanik, kosmonauta (ur. 1931)
  - Jerzy Kuźmienko, polski architekt (ur. 1931)
  - Roman Lewandowski, polski skoczek spadochronowy, konstruktor spadochronów (ur. 1932)
  - Tadeusz Ostaszewski, polski pisarz (ur. 1929)
  - Sławomir Wojtulewski, polski lekarz, działacz i dziennikarz sportowy (ur. 1945)
- 2018:
  - Leila Abaszidze, gruzińska aktorka (ur. 1929)
  - Juraj Herz, czeski aktor, reżyser i scenarzysta filmowy (ur. 1934)
  - André Lerond, francuski piłkarz (ur. 1930)
  - John Miles, brytyjski kierowca wyścigowy (ur. 1943)
  - Maria Radomska, polska agrotechnik (ur. 1927)
- 2019:
  - Bazyli Samojlik, polski ekonomista, polityk, minister finansów (ur. 1943)
  - Jürg Willi, szwajcarski psychiatra, wykładowca akademicki (ur. 1934)
- 2020:
  - Andrzej Adamiak, polski basista, kompozytor, autor tekstów, lider zespołu Rezerwat (ur. 1960)
  - Jaroslava Brychtová, czeska rzeźbiarka, artystka w szkle (ur. 1924)
  - Rick May, amerykański aktor (ur. 1940)
  - Valeriu Muravschi, mołdawski ekonomista, polityk, minister finansów, premier Mołdawii (ur. 1949)
  - Robert Poujade, francuski polityk (ur. 1928)
- 2021:
  - Stanisław Dziedzic, polski historyk literatury, kulturoznawca, publicysta (ur. 1953)
  - Ekkehard Fasser, szwajcarski bobsleista (ur. 1952)
  - Diána Igaly, węgierska strzelczyni sportowa (ur. 1965)
  - Antal Kiss, węgierski lekkoatleta, chodziarz (ur. 1935)
  - John Naisbitt, amerykański futurolog (ur. 1929)
  - César Ramón Ortega Herrera, wenezuelski duchowny katolicki, biskup Margarity i Barcelony (ur. 1938)
  - Richard Rush, amerykański reżyser, scenarzysta i producent filmowy (ur. 1929)
- 2022:
  - Uwe Bohm, niemiecki aktor (ur. 1962)
  - Henri Depireux, belgijski piłkarz (ur. 1944)
  - Peng Ming-min, tajwański prawnik, polityk, działacz opozycji demokratycznej (ur. 1923)
- 2023:
  - Matt Baldwin, kanadyjski curler (ur. 1926)
  - Michael Lerner, amerykański aktor (ur. 1941)
  - Kenneth McAlpine, brytyjski kierowca wyścigowy (ur. 1920)
  - András Zsinka, węgierski lekkoatleta, średniodystansowiec (ur. 1947)
- 2024:
  - Lindita Ahmeti, macedońska poetka (ur. 1973)
  - José Antonio Ardanza, hiszpański prawnik, samorządowiec, polityk, lehendakari Kraju Basków (ur. 1941)
  - Jaroslav Bašta, czeski archeolog, dysydent, więzień polityczny, polityk, minister bez teki, dyplomata (ur. 1948)
  - Jaak Gabriëls, belgijski nauczyciel, samorządowiec, polityk, burmistrz Bree, minister rolnictwa i klasy średniej (ur. 1943)
  - Peter Higgs, brytyjski fizyk teoretyczny, laureat Nagrody Nobla w dziedzinie fizyki (ur. 1929)
  - Ron Lord, australijski piłkarz (ur. 1929)
- 2025:
  - Wilhelm Burgsmüller, niemiecki piłkarz (ur. 1932)
  - Swietłana Gierasimienko, tadżycka astronom (ur. 1945)
  - Nicky Katt, amerykański aktor (ur. 1970)
  - Arkadiusz Klucznik, polski aktor, reżyser teatralny (ur. 1967)
  - Manga, brazylijski piłkarz (ur. 1937)